# Герасимчук Андрій Андрійович
Герасимчук Андрій Андрійович(*17 вересня 1940, с. Кодня Житомирського району Житомирської області) — доктор філософських наук, професор Житомирського державного університету імені Івана Франка.
Представник Поліської філософської школи "Філософія та феноменологія релігії", очолюваної професором П. Ю. Саухом.
Працював в Київському державному університеті імені Т. Г. Шевченка, Українській сільськогосподарській академії, Варшавській аграрній академії, Варшавському університеті, Жешівській політехніці, Полтавській державній аграрній академії, Європейському університеті.
З 2004 р працює в Житомирському державному університеті імені Івана Франка.

## Наукова діяльність
У 1972 р. захистив кандидатську дисертацію "Релігійне мікросередовище та шляхи подолання його впливу на віруючих (на матеріалах конкретно-соціологічних досліджень громад ЄХБ)", в 1988 р. - докторську дисертацію "Гармонізація взаємодії "людина-природа" в немарксистських інтерпретаціях (критичний аналіз)". Автор понад 220 наукових статей, з них 22 - опубліковані в Польщі і 19 книг (5 монографії та 14 навчальних посібників). Член редколегії українських та зарубіжних наукових часописів: "Українська полоністика", "Вісник ЖДУ імені Івана Франка" [Архівовано 31 березня 2015 у Wayback Machine.], "Zeszyty naukowe Politechniki Rzeszowskiej.Zarządzanie i Marketing" [Архівовано 2 квітня 2015 у Wayback Machine.], "Głos Polonii" [Архівовано 24 лютого 2015 у Wayback Machine.]

## Основні праці

### Окремі видання
- Геополітичний словник: навч. посіб. / [кол. авт.: Саух П. Ю., Бутковська Н. Ю., Герасимчук А. А. та ін.] ; за заг. ред. проф. П. Ю. Сауха. — К. : «МП Леся», 2010. — 327 с. — Бібліогр.: с. 304–307. (співавтор)
- Гуманістичні аспекти управління та бізнесу (2001)польською мовою у співавторстві з ад'юнктом Якубом Дашкевичем
- Етика та етикет бізнесу (2003) польською мовою у співавторстві з ад'юнктом Якубом Дашкевичем
- Соціологія. – К.: ЄУІФМБ. – 2002 (у співавторстві з Ю.І.Палехою)
- Філософія. Курс лекцій: Навч. посібник. – К., 2003 (у співавторстві з З.І.Тимошенко).
- Християнський вимір екологічних проблем [Архівовано 2 квітня 2015 у Wayback Machine.] (у співавтор. з І.К. Вітюк, В.В. Мельничук)

### Статті
- Rola małych i średnich przedsiębiorstw w kształtowaniu społeczeństwa gospodarki rynkowej [Архівовано 2 квітня 2015 у Wayback Machine.] // Ekologia spolenca jako nayka № 3(2001)

## Нагороди
14.10.1985 отримав нагороду Польщі за заслуги у сфері освіти та виховання Medal Komisji Edukacji Narodowej